# Anthomyia lobata
Anthomyia lobata är en tvåvingeart som först beskrevs av Karl 1943.  Anthomyia lobata ingår i släktet Anthomyia och familjen blomsterflugor.
Artens utbredningsområde är Polen. Inga underarter finns listade i Catalogue of Life.